# Alô, Alô
Alô, Alô (no original, 'Allo 'Allo!'') foi uma sitcom britânica transmitida na BBC1 de 1982 a 1992. Criada por David Croft e Jeremy Lloyd.

## Sinopse
'Allo 'Allo conta a história de René Artois, dono de um café francês na vila de Nouvion, durante a Segunda Guerra Mundial. A vila foi ocupada por alemães, que haviam roubado todas as obras de arte da dita cuja. Dentre o roubo incluia-se um relógio e uma pintura de The Fallen Madonna (with the big boobies) de van Klomp. O comandante alemão da vila decide guardar as pinturas para ele próprio, para garantir a sua reforma após a guerra, e consegue que René esconda os valores no seu café. A Gestapo também quer encontrar o paradeiro das pinturas e envia Herr Flick, para as procurar.
Ao mesmo tempo, o café de René esconde corajosos pilotos britânicos. É forçado então a trabalhar com a Resistência, senão seria fuzilado por servir os alemães no seu café. Os planos da Resistência para enviar os pilotos de volta para a Inglaterra, que falham sempre, são o centro de atenções da série.

## Objetivo daSitcom
O objetivo da sitcom não era fazer piada da guerra, mas sim dos filmes baseados na guerra, e em particular um drama da BBC1 sobre a resistência belga Secret Army, que foi transmitido a partir de 1977 até 1979, no qual mostrava as atividades dos membros da resistência num café em Bruxelas.

## Elenco
| Personagem                                  | Ator/Atriz                                          |
| ------------------------------------------- | --------------------------------------------------- |
| René Francois Artois                        | Gorden Kaye                                         |
| Edith Melba Artois                          | Carmen Silvera                                      |
| Madame Fanny La Fan (mãe de Edith)          | Rose Hill                                           |
| Yvette Carte-Blanche                        | Vicki Michelle                                      |
| Maria Recamier (séries 1-3)                 | Francesca Gonshaw                                   |
| Mimi Labonq (séries 4-9)                    | Sue Hodge                                           |
| Michelle Dubois                             | Kirsten Cooke                                       |
| Roger LeClerc (séries 1-5)                  | Jack Haig                                           |
| Ernest LeClerc (séries 6-9)                 | Derek Royle (séries 6) Robin Parkinson (séries 7-9) |
| Alphonse                                    | Kenneth Connor                                      |
| Erich Von Klinkerhoffen                     | Roger Michael Hilary Minster                        |
| Coronel Von Strohm                          | Richard Marner                                      |
| Tenente Hubert Gruber                       | Guy Siner                                           |
| Capitão Hans Geering (séries 1-4)           | Sam Kelly                                           |
| Capitão Alberto Bertorelli (séries 4-7)     | Gavin Richards (séries 4-6) Roger Kitter (série 7)  |
| Soldado Helga Geerhart                      | Kim Hartman                                         |
| Herr Otto Flick                             | Richard Gibson (séries 1-8) David Janson (série 9)  |
| Herr Engelbert Von Smallhausen (séries 2-9) | John Louis Mansi                                    |
| Polícia Crabtree (séries 2-9)               | Arthur Bostrom                                      |
| Tenentes Fairfax e Carstairs (séries 1-7)   | John D. Collins e Nicholas Frankau                  |